# Caroline Lundewall
Caroline Lundewall, född 28 augusti 1843 i Stockholm, död 9 mars 1930 i Göteborg, var en svensk operasångare (sopran), engagerad vid Kungliga Operan 1863–1864 och 1867–1868.

## Biografi
Lundewall var dotter till styckjunkaren och batteriadjutanten vid Svea Artilleriregemente Conrad Lundewall och Catharina Nyberg.
Under åren 1860–1864 tog hon enskild undervisning i sång för Anna Willman och debuterade under tiden på Kungliga Teatern som Matilda i Wilhelm Tell. Hon fick sedan undervisning vid Musikkonservatoriet i Paris 1864–1867, där hon hade professor Jean Jacques Masset till sånglärare. Återkommen till Sverige debuterade hon åter på operascenen hösten 1867, denna gång som Agata i Friskytten samt även på Kungliga Dramatiska Teatern en gång som Elisetta i Domenico Cimarosas komiska tvåaktsopera Det hemliga giftermålet.
Den 8 juni 1870 ingick hon i Uppsala domkyrka äktenskap med fil. doktorn Carl Axel Stål, sedermera mångårig medarbetare och musikkritiker i Göteborgsposten. Efter sitt giftermål ägnade hon sig åt sångundervisning i Göteborg. Paret är begravda på Östra kyrkogården i Göteborg.